# Municipio de Lockport (Kansas)
El municipio de Lockport (en inglés: Lockport Township) es un municipio ubicado en el condado de Haskell en el estado estadounidense de Kansas. En el año 2010 tenía una población de 479 habitantes y una densidad poblacional de 0,96 personas por km².

## Geografía
El municipio de Lockport se encuentra ubicado en las coordenadas 37°33′37″N 100°43′36″O / 37.56028, -100.72667. Según la Oficina del Censo de los Estados Unidos, el municipio tiene una superficie total de 498.56 km², de la cual 498,09 km² corresponden a tierra firme y (0,09 %) 0,46 km² es agua.

## Demografía
Según el censo de 2010, había 479 personas residiendo en el municipio de Lockport. La densidad de población era de 0,96 hab./km². De los 479 habitantes, el municipio de Lockport estaba compuesto por el 96,03 % blancos, el 0,21 % eran afroamericanos, el 3,34 % eran de otras razas y el 0,42 % eran de una mezcla de razas. Del total de la población el 6,89 % eran hispanos o latinos de cualquier raza.